# 10609 Hirai
10609 Hirai eller 1996 WC3 är en asteroid i huvudbältet som upptäcktes den 28 november 1996 av den japanska astronomen Akimasa Nakamura vid Kuma Kogen-observatoriet. Den är uppkallad efter Yuzo Hirai.